# Pierre-Alain Volondat
Pierre-Alain Volondat, né le 28 juillet 1962 à Vouzon (Loir-et-Cher), est un pianiste et compositeur français.

## Biographie
Pierre-Alain Volondat commence l'étude du piano à l'âge de sept ans, puis, en raison de progrès fulgurants, entre bientôt au Conservatoire d'Orléans. En 1979, il poursuit ses études musicales au Conservatoire de Paris (piano et classes d'écriture). Il y obtient trois premiers prix : harmonie (premier nommé), musique de chambre et piano en 1982. En parallèle, il approfondit son travail de l'instrument avec Vera Moore, une disciple de Leonard Borwick, lui-même élève de Clara Schumann.
Le 28 mai 1983, alors âgé de vingt ans, il obtient au Concours musical international Reine Élisabeth de Belgique à Bruxelles, le premier prix de piano, le prix de la Reine Fabiola, le prix du public et la médaille de vermeil, un cumul unique dans l'histoire de ce prestigieux concours. 
Pierre-Alain Volondat mène une carrière internationale principalement en Belgique, en France et au Japon. Son répertoire va de Bach à Xenakis, et il est lui-même compositeur.
En 2008, il a comme élève Alexandre Kantorow, futur médaillé d'or au Concours international Tchaïkovski de piano en juin 2019, qui dit avoir apprécié particulièrement son ancien professeur.
Ayant pris sa retraite, il travaille actuellement au conservatoire de Montmorency.
Il accompagne bénévolement depuis 2005 l'association théâtrale d'amateurs, Les Baladins de la Vallée.

## Discographie
Pierre-Alain Volondat a enregistré pour BIS Records, EMI, Naxos et Pavane Records.

### Piano
- Brahms, Quatre Ballades, op. 10 (1983, coffret 12 CD « The Queen Elisabeth International Music Competition of Belgium, 1951-2001 » Cypres) (OCLC 50900431)
- Récital en l'église de Saintes : Beethoven, Sonate n° 28 en la majeur, op. 101 ; Ravel, Valses nobles et sentimentales ; Debussy, Mazurka, Menuet sur le nom de Haydn, Valse romantique, Poissons d'or (concert, 28 août 1983, LP Pavane Records ADW 7139) (OCLC 982061126)
- Chopin, Polonaise héroïque en fa mineur, op. 49 ; Études en mi majeur, op 10 n° 3 ; en sol bémol majeur, op. 10 n° 5 ; Polonaise n° 6 « Héroïque », en la bémol majeur, op. 53 ; Liszt, Méphisto-Valse ; Années de pèlerinage (La Suisse) ; Au bord d'une source ; Études d'exécution transcendante nos 10 et 5 (3/9-10 janvier 1984, LP EMI 173199 1) (OCLC 725140726)
- Clementi, Trois sonates : fa dièse mineur, op. 25 n° 5 ; ré majeur, op. 25, n° 6 ; sol majeur, op. 40, n° 1 (9-11 octobre 1984, LP EMI 270230 1) (OCLC 13801453)
- Debussy, Images I et II ; Children’s Corner ; Ballade, Masque ; l’Isle Joyeuse (janvier 1985, LP EMI 270465 1) (OCLC 693319652)
- Liszt, Jeux D'eau à la villa d'Este	; Sunt Lacrimae Rerum ; Sursum Corda ; Au lac de Wallenstadt ; Schwebe, Schwebe, Blaues Auge* ; Du Bist Wie Eine Blume* ; La Lugubre Gondola° ; Epithalam°° - Pierre-Alain Volondat, piano ; Lea Montana, soprano* ; Carlo Schmitz, violoncelle° ; Jean Jacub Szczepanski, violon°° (1986, LP EMI 270525 1)
- Fauré, Treize barcarolles (25-27 août 1995, Naxos 8.553634)[4] (OCLC 801104508)
- Fauré, Préludes, op. 103 ; Pénélope et Impromptus (8-9 janvier 1996, Naxos 8.553740)[5] (OCLC 978038822)
- Fauré, Pelléas et Mélisande, Valses-caprices, Mazurka, Pavane (10-11 janvier 1996, Naxos 8.553741) (OCLC 43481512)
- Clara et Robert Schumann*, Romance en la mineur ; Trois Romances, op. 11 ; Variations, op. 20 ; Sonate pour piano n° 1, op. 11* (13-15 décembre 2007, Saphir Production LVC 1085) (OCLC 658998302)

### Deux pianos et quatre mains
- Musique française pour deux pianos : Claude Debussy (En blanc et noir) ; Maurice Ravel (Rhapsodie espagnole ; La valse) ; Darius Milhaud (Scaramouche) et Gabriel Fauré (Dolly à quatre mains) - Pierre-Alain Volondat et Jean-Claude Vanden Eynden, pianos (1989, Pavane Records) (OCLC 247058197)
- Rachmaninov, Danses symphoniques ; Suite no 2, op. 17 - Patrick de Hooghe et Pierre-Alain Volondat, pianos (1993, René Gailly 87072) (OCLC 792808220)
- Fauré, Musique pour piano à quatre mains - Pierre-Alain Volondat et Patrick de Hooghe, pianos (8-2 avril 1996, Naxos 8.553638)

### Concertos
- Liszt, Concerto pour piano et orchestre n° 2 en la majeur - Orchestre national de Belgique, dir. Georges Octors (concert, 27 mai 1983, LP N.V. Phonic Belgique 1980 065) (OCLC 12915500) Coffret des enregistrements des lauréats du Concours musical international Reine Élisabeth de Belgique. Piano, 1983.
- Lalo, Concerto pour piano - Pierre-Alain Volondat, piano ; Tapiola Sinfonietta, dir. Kees Bakels (mai 2011, BIS Records) (OCLC 906202782) — dans Concerto russe, avec diverses pièces pour violon et orchestre ; Jean-Jacques Kantorow, violon.

### Musique de chambre et mélodies
- Récital au château-ferme de Profonval (Belgique) : Debussy, Messian (Poèmes pour mi : Paysage, Le collier), de Falla (7 chansons populaires espagnoles : El pano moruno ; Seguidilla murciana ; Asturiana ; Jota) et au piano : Debussy (Études : Les octaves ; Les arpèges composés ; Les accords ; L'Isle joyeuse) ; Liszt (Feux Follets, Étude d'exécution transcendante n° 5) ; Beethoven (Bagatelle) - Léa Montana, soprano (concert, 24 juin 1983, LP Pavane Records ADW 7140) (OCLC 19973940)
- Gaubert, 24 Mélodies - Florence Montana, soprano ; Christophe Giovaninetti, violon ; Pascal Gresset, flûte… (décembre 2002, Polymnie POL 160 519) (OCLC 762517604)
- Schumann, Sonates pour violon et piano - Jean-Jacques Kantorow, violon ; Pierre-Alain Volondat, piano (mai 2010, Integral Classic INT 221.177) (OCLC 779694188)

## Films documentaires
- Et tout devient musique, (52 min) réalisé par Eline Flipse ; production VPRO, 1984.
- Weerwolven: Volondat, (2 × 26 min) réalisé par Dimitri Van Zeebroeck. 2008

## Sources
- Alain Pâris (dir.), Dictionnaire des interprètes et de l'interprétation musicale au XXe siècle, Paris, Laffont, coll. « Bouquins », 2015 (réimpr. 1985, 1989, 1995, 2004), 5e éd. (1re éd. 1982), 1278 p. (ISBN 978-2-221-08064-1 et 2-221-08064-5, OCLC 901287624, lire en ligne).
- Diverses notices des pochettes de ses disques et CD.